# Masakry w Al-Bajdzie i Banijas
Masakry w Al-Bajdzie i Banijas – czystki etniczne w miastach nadmorskich wykonane w dniach 2-3 maja 2013 przez wojsko syryjskie i bojówki szabiha skierowane przeciwko ludności sunnickiej podczas wojny domowej w Syrii, w wyniku czego zginęło około 150 osób.

## Tło
Wojna domowa w Syrii wybuchła 15 marca 2011. W czasie wojny domowej armia dokonywała licznych masakr w syryjskich miastach, atakując nieuzbrojonych cywilów z broni pancernej. Warta do odnotowania jest pacyfikacja Dżisr asz-Szughur z czerwca 2011, czy masakra Hamy z końca lipca 2011. Punktem zwrotnym w wojnie domowej była masakra w Huli z 25 maja 2012. Masakrę na cywilach dokonano w czasie obowiązywania teoretycznego rozejmu. Milicja szabiha zabiła 108 cywilów. Hula leży w pobliżu miejscowości Akrab na północ od Hims. Największa masakra cywilów podczas wojny domowej miała miejsce podczas pacyfikacji Darajji. 24 sierpnia 2012 w ostrzale artyleryjskim i mordach zginęło nawet 400 osób. 11 grudnia 2012 doszło do masakry w Akrab, kiedy to zginęło 150 cywilów. Do czystek na cywilach doszło m.in. podczas bitwy pod Dżudajdat al-Fadl w kwietniu 2013.
Al-Bajda i Banijas leżą w muhafazie Tartus będącej głównym bastionem sił rządowych podczas wojny domowej. Jest ona zamieszkała głównie przez Alawitów, z których wywodzą się syryjskie władze. W muhafazie zamieszkiwali także sunnici popierający syryjską opozycję i to oni stali się przedmiotem czystek etnicznych.

## Masakra
Wczesnym rankiem 2 maja 2013 pod Al-Bajdą doszło do potyczki rebeliantów z siłami rządowymi, podczas której zginęło siedmiu wojskowych, a 20 zostało rannych. Po południu siły bezpieczeństwa wraz ze sprzymierzoną alawicką milicją Szabiha otoczyły miejscowość. Przed wejściem milicji do miejscowości, Al-Bajda została zaatakowana rakietami wystrzelonymi przez marynarkę wojenną. Pomimo iż miejscowość była kontrolowana przez opozycjonistów, w momencie masakry przebywało tam zaledwie 14 rebeliantów. Po ostrzale rakietowym, Szabiha przeczesywała domy, wyprowadzając z nich cywilów. Zebrano ich na placu głównym. Tam przed egzekucją wiele osób było kopanych, bitych i torturowanych. Pojmani cywile byli rozstrzeliwani, szlachtowani i kamienowani. Human Rights Watch (HRW) udokumentowała tam śmierć 167 zabitych.
3 maja 2013 dokonano mordu w dzielnicy Ras an-Naba w mieście Banijas. Podczas masowych egzekucji według raportu HRW zginęło 81 osób, w tym 14 dzieci i 20 osób z jednej sunnickiej rodziny. Po masakrach syryjscy aktywiści publikowali nagrania video przedstawiające zmasakrowane i spalone zwłoki kobiet, mężczyzn i dzieci.
W wyniku masakr łącznie zginęło 248 osób, setki sunnitów uciekło z nadmorskich miejscowości w obawie przed kolejnymi czystkami. Państwowe media podały, że siły rządowe oczyściły tereny z "terrorystów". Raport Human Rights Watch został sporządzony we wrześniu 2013, po m.in. z 15 mieszkańcami Bajdy i pięcioma mieszkańcami Banijas oraz analizie materiałów video